# 多田正剛
多田 正剛 （ ただ せいごう、1922年2月18日 - 1997年9月18日）は、 日本の空手家であり、日本正剛館空手道士会の創設者。 剛柔流八段位。京都府京都市出身。立命館大学卒業。

## 来歴
1922年大正11年生まれ。中国上海市にて15歳で中国武術を学ぶ。立命館大学空手部にて、宮城長順流祖より直々に剛柔流空手道を伝授される。のち同大学空手部監督を務める。1945年より京都市に日本剛柔流空手道士会を設立。京都市内に数道場を構え、立命館大学空手部直系の本土剛柔流の名門道場として栄える。のち日本正剛館空手道士会と改称。国内支部20数箇所の他に、10大学空手道部（大阪大学・滋賀大学・仏教大学・大阪歯科大学・京都外大・京工繊大・京薬大・山口大学・徳山大学・九州共立大）および海外20支部を指導した。のち京都市内の直轄道場をすべて閉鎖し、先祖の地所のあった兵庫県姫路市に転居、姫路市に総本部道場を置く。早くから近畿の伝統派空手界の重鎮として、その組織作りと発展に多大なる貢献をした。全日本空手道連盟理事、兵庫県空手道連盟理事長を歴任。空手道のオリンピック参加や国体への参加にも尽力した。1981年兵庫県体育功労賞を受賞。1997年平成7年没、享年76歳。